# آلکالین فسفاتاز
فسفاتازهای قلیایی (الکالین فسفاتاز) گروهی از هیدرولازها هستند که گروه فسفات را از برخی مولکولها برمی‌دارند مانند پروتئینها، نوکلئوتیدها و آلکالوئیدها. چون این آنزیمها در محیط قلیائی فعالترند بنام آلکالین فسفاتاز نامیده شده‌اند.
آلکالین فسفاتاز یک گروه ایزوآنزیم بوده که در لایه خارجی غشاء سلولی قرار دارد که استر فسفات‌های آلی را هیدرولیز کرده و در فضای بین سلولی آزاد می‌کند. روی و منیزیم دو کوفاکتور مهم این آنزیم هستند. اگر چه آلکالین فسفاتاز در حال حاضر در بافت‌های مختلف بدن حضور دارند و ویژگی‌های فیزیکوشیمیایی متفاوتی دارند، اما آن‌ها ایزومرهای حقیقی هستند، برای اینکه آن‌ها، همان واکنش رو کاتالیز می‌کنند. در کبد، آلکالین فسفاتاز سیتوزولیک بوده و در غشای کانیکولار هپاتوسیت وجود دارند. آلکالین فسفاتاز در غلظت‌های کم در جفت، موکوس ایلیئوم، کلیه، استخوان و جگر وجود داشته اما مقادیر زیاد آن عمدتاً در سرم دیده می‌شود (بیش از ۸۰ درصد) که از جگر و استخوان و در مقادیر کمتر از روده‌ها آزاد می‌شود. اگر چه الکالین فسفاتاز در بسیاری از بافت‌های بدن دیده می‌شود اما نقش دقیق فیزیولوژیک آن به مقدار زیادی هنوز ناشناخته مانده‌است.
فسفاتازهای قلیایی به انواع ۱) وابسته به بافت خاص و ۲) غیروابسته به بافت طبقه‌بندی می‌شوند.
فسفاتاز قلیایی که در روده، جفت و بافت ژرمینال یافت می‌شود، فسفاتاز قلیایی بافت خاص است، به این معنی که آنها فقط در بافت‌هایی یافت می‌شوند که در شرایط فیزیولوژیکی بیان می‌شوند، اما ممکن است در زمینه‌های خاصی که در شرایط خاص وجود دارد، به مخزن گردش خون آلکالین فسفاتاز سرم برای افزایش تحریک تولید آنها افزوده شوند.
فسفاتاز آلکالین غیروابسته به بافت به بخشی از این آنزیم که عمدتاً در گردش خون دیده می‌شود گفته می‌شود، از این رو از علاقه‌مندی بالینی نسبت به آن وجود دارد. این ایزوآنزیم توسط یک ژن منفرد کدگذاری شده و در جگر، استخوان و کلیه‌ها بیان می‌شود. آلکالین فسفاتاز روده ای توسط ژن دیگری کدگذاری می‌شود که متفاوت از ژنی است که برای آلکالین فسفاتاز جفتی و ایزوآنزیم ریگان (شبه آنزیم آلکالین فسفاتاز جفتی که از تومورهای سرطانی و در مقادیر زیاد از لنفوم هاجکین ترشح می‌شود) کدگذاری می‌کند. تمام آلکالین فسفاتاز غیروابسته به بافت خاص توالی اسیدهای آمینه مشابه دارند اما کربوهیدرات و زنجیره جانبی لیپیدی متفاوتی داشته که پس از ترجمه، ویژگی‌های فیزیکی و شیمیایی منحصر به فردی را به ارمغان می‌آورد.
آلکالین فسفاتازها از منابع مختلفی مانند باکتریهای گرم منفی نظیر E.coli یا رودهٔ گاو بدست می‌آیند قادر به حذف فسفات انتهای ۵ (دفسفوریلاسیون) از مولکول‌های تک رشته‌ای یا دو رشته‌ای RNA و DNA می‌باشند. از این آنزیم‌ها در دفسفوریلاسیون مولکولهای DNA دو رشته‌ای برای مقاصد مختلف هنگام ایجاد مولکول‌های DNA نوترکیب استفاده می‌شود.
در انسان این آنزیم در روده، کبد، استخوان، کلیه و جفت وجود دارد.
برای بیماری AS (انکیلوستوما اسپوندیلایتیس) تست الکالین فسفاتاز میزان بالایی را نشان می‌دهد.
اتیولوژی و اپیدمیولوژی
سطح قلیایی فسفاتاز سرم با تغییر سن افراد سالم متفاوت است. در دوران کودکی و بلوغ، با توجه به رشد و توسعه استخوان، سطوح آن بالاست. این میزان در گروه سنی ۱۵ تا ۵۰ ساله کاهش می‌یابد، در مردان نسبت به زنان کمی بالاتر است و در سنین بالاتر افزایش می‌یابد (تفاوت قابل توجهی در توزیع جنسیتی). دلایل این تغییرات طبیعی مشخص نیست. همبستگی مثبت با وزن بدن و سیگار کشیدن توصیف شده‌است و همبستگی معکوس با ارتفاع وجود دارد.
در افراد سالم، آنزیم گردش خون عمدتاً از کبد و استخوان منشأ گرفته شده و در برخی از افراد به میزان کم از روده کوچک مشتق می‌شود. در افراد با گروه‌های خون O و B، سطح قلیایی فسفاتاز سرم بعد از مصرف یک وعده غذایی چرب به علت مشارکت روده کوچک افزایش می‌یابد، از آنجایی که این افزایش می‌تواند تا ۱۲ ساعت در سرم ادامه یابد، توصیه می‌شود سطح آنزیم سرم را در حالت ناشتا بررسی کنید.
پاتوفیزیولوژی
آلکالین فسفاتاز مانند هر پروتئین دیگر سرم رفتار می‌کند. نیمه عمر آن ۷ روز بوده و کلیرانس یا پاک سازی آن از سرم مستقل از ظرفیت مجاری صفراوی یا ظرفیت عملکرد جگر است. محل تخریب آلکالن فسفاتاز به هیچ وجه شناخته نشده‌است. سطح فسفاتاز قلیایی سرم ممکن است تا یک هفته پس از قطع انسداد مجاری صفراوی افزایش یابد. جگر در اکثر بیماران با سطوح بالای آنزیم منبع اصلی است. احتمال افزایش فعالیت‌های استئوبلاستیک در اختلالات استخوانی یا به‌طور معمول در طول دوره‌های رشد، احتمالاً زیاد است. افزایش ترشح آلکالین فسفاتاز جفتی در سه‌ماهه آخر، موجب افزایش سطح آن در زنان باردار می‌شود.